# Septolet
En musique, le septolet est une division exceptionnelle du temps formée de sept figures égales et dont la somme équivaut, soit à huit figures identiques dans un temps normalement binaire, soit à six figures identiques dans un temps normalement ternaire.
Le septolet est signalé par le chiffre « 7 ».
On trouve donc le septolet à la place d'un temps indifféremment binaire ou ternaire. La figure de note choisie pour exprimer la division du septolet (donc la note qui représente le 1/7 du septolet), est celle qui vaut, soit le 1/8 de sa durée totale, si celle-ci est une figure binaire, soit le 1/6 de sa durée totale, si celle-ci est une figure ternaire.
Au sein d'un septolet, la croche vaut le septième d'une ronde simple ou d'une blanche pointée, la double croche vaut le septième d'une blanche simple, ou d'une noire pointée, la triple croche vaut le septième d'une noire simple, ou d'une croche pointée, etc.
On peut dire, pour résumer, que septolet signifie sept au lieu de huit, pour un temps binaire, et sept au lieu de six pour un temps ternaire.
Exemple : Chanson de la côte d'Isabelle Aboulker.